# راسي
راسي رمزها «RS» (بالإنجليزية: Reasi)‏ ، هو تقسيم إداري لدولة الهند تتبع ولاية جامو وكشمير (بالإنجليزية: Jammu  and  Kashmir)‏ ، مركزها هو مدينة راسي (بالإنجليزية: Reasi)‏ عدد سكانها حسب تعداد سنة 2001 هو 268,441 ، مساحتها 314,714 كم² وكثافة السكان 1710 لكل كم² .